# Förbränning
Bränd leder hit. För boken med samma namn, se Bränd (roman).

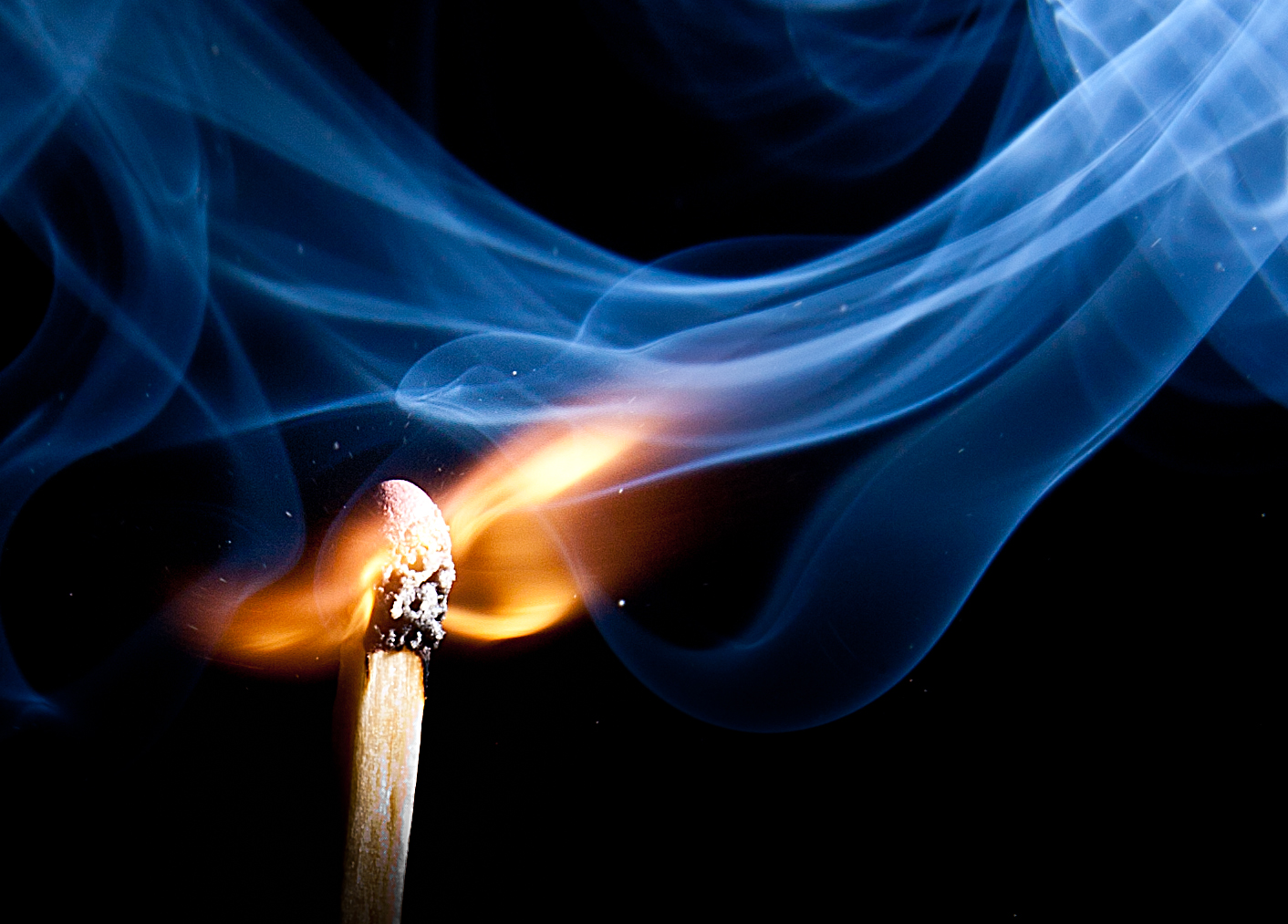
En brinnande tändsticka.

Förbränning är ett begrepp som kan definieras på olika sätt. Vanligen avses en kemisk reaktion, där ett bränsle reagerar med ett oxidationsmedel under bildande av värme. Med förbränning brukar också ofta avses att reaktionen är kontrollerad eller önskvärd, eller att ämnet brinner med öppen låga, men detta gäller inte alltid. För att starta en förbränning används ofta ett tändsystem.

## Olika förbränningsreaktioner

### Olika bränslen och oxideringsmedel
Bränslet kan vara till exempel ett fossilt bränsle som naturgas eller ett biobränsle som ved. Oxideringsmedlet är vanligtvis luft. I denna reaktion är det grundämnena kol och väte i bränslet som reagerar med det oxiderande syret i luften. Förbränning av metan, den huvudsakliga komponenten i naturgas, kan beskrivas med följande formel:
CH4 + 2O2 → CO2 + 2H2O + värme
När ett ämnet reagerar med syre fås respektive grundämnes oxider som produkter. Oxideringsmedlet kan dock också vara ett annat, till exempel klor, som reagerar med väte på följande sätt.
H2 + Cl2 → 2HCl + värme
Både dessa reaktioner är liksom så gott som alla förbränningsreaktioner exoterma, det vill säga producerar värme, ibland kan man med förbränning också  avse endoterma reaktioner där ämnen oxideras.
Även vissa fasta ämnen eller blandningar av sådana kan "brinna" utan tillförsel av syre eller annat oxideringsmedel, om detta redan finns i ämnet. Exempel på sådana ämnen är krut, zinkit och trinitrotoluen.

### Snabb och långsam förbränning
Förbränning kan även vara långsam, och utan synliga lågor. Ett exempel på långsam förbränning är metabolismen, där födan via en rad reaktioner slutar i huvudsakligen koldioxid och vatten. Ett annat exempel är järn som rostar.
Förbränning kan också vara mycket snabb, i form av explosioner.

### Produkter
All förbränning ger förbränningsprodukter som resultat. Om dessa är i gasform kallas de vanligen rökgaser eller avgaser. Till exempel bildas vid förbränning av ämnen som innehåller väte, kol och svavel i luft rökgaser som innehåller vatten, koldioxid och svaveloxider. I praktiken är dock förbränning aldrig fullständig. Dessutom ingår oftast en stor mängd inerta ämnen i förbränningen, såsom kväve i detta fall, och dessa återfinns också i rökgaserna.

## Användning
Förbränningen är den totalt dominerande metoden för produktion av energi. Förbränning utnyttjas i värmekraftverk för att producera elektricitet (kondenskraft), värme eller både och (kraftvärmeverk).
Förbränning driver också de flesta fordon. Otto- och dieselmotorer baserar sig på förbränning av bränslen som bensin och diesel.